# Dasysphinx semicincta
Dasysphinx semicincta là một loài bướm đêm thuộc phân họ Arctiinae, họ Erebidae.